# Alberto Ramírez Torres
Alberto Ramírez Torres (Puerto Vallarta, 1º febbraio 1986) è un ex calciatore messicano, di ruolo centrocampista.

## Carriera
Ha giocato nella massima serie dei campionati messicano e finlandese.

## Palmarès

### Club

#### Competizioni nazionali
- Coppa di Finlandia: 1

Inter Turku: 2009